# Compagnie de Frévent à Gamaches
La Compagnie de Frévent à Gamaches, était une société anonyme française créée en 1869. Elle construit et exploite une ligne d'intérêt local avant d'être déclarée en faillite en 1880.
L'exploitation est reprise par la Compagnie des chemins de fer du Nord en 1881, qui rachète officiellement l'ensemble des actifs de la société en 1883 après le classement par l'État en ligne d'intérêt général.

## Histoire

### Création
La société anonyme dénommée Compagnie de Frévent à Gamaches est créée pour reprendre la concession du chemin de fer d'intérêt local de la limite du département du Pas-de-Calais à Gamaches, par Doullens et Airaines, attribuée à : Amédée Gautray (demeurant à Paris 17, rue du Cirque), Édouard Abt (demeurant à Neuilly-sur-Seine 94, rue Perronnet) et à Gustave Delahante (demeurant à Paris 4, place de la Concorde). Ce chemin de fer est déclaré d'utilité publique le 15 mai 1869.

### Faillite
La faillite de la Compagnie anonyme du chemin de fer de Frévent à Gamaches est prononcée par le tribunal de commerce de la Seine le 11 décembre 1880.
Le syndic de la faillite de la Compagnie de Frévent à Gamaches et les représentants de la Compagnie des chemins de fer du Nord signent le 15 juillet 1881 un traité spécifiant le détail et les conditions de la reprise des actifs, sous réserve du classement de la ligne dans le réseau d'intérêt général de la Compagnie du nord. Ce qui fut fait par l'État en 1883.